# NGC 6852
NGC 6852 (również PK 42-14.1) – mgławica planetarna położona w gwiazdozbiorze Orła. Została odkryta 25 czerwca 1863 roku przez Alberta Martha.